# سيانوكوبالامين
سيانوكوبالامين (بالإنجليزية: Cyanocobalamin)‏ هو شكل مصنع من فيتامين بي12 يستخدم لعلاج نقص فيتامين بي12، باسثناء وجود سمية السيانيد. قد يحدث النقص في فقر الدم الخبيث، بعد التهاب المعدة المناعي الذاتي، الاستئصال الجراحي للمعدة، مع الدودة الشريطية العوساء، أو بسبب سرطان الأمعاء. يتم استخدامه عن طريق الفم، عن طريق الحقن في العضلات، أو كرذاذ الأنف.
سيانوكوبالامين جيد التحمل بشكل عام. قد تشمل الآثار الجانبية الطفيفة الإسهال، الغثيان، اضطراب المعدة، والحكة. قد تشمل الآثار الجانبية الخطيرة للحقن الحساسية المفرطة، انخفاض البوتاسيوم في الدم الذي يؤدي الى فشل القلب. لا ينصح باستخدامه في أولئك الذين لديهم حساسية من الكوبالت أو من لديهم مرض ليبر. لم يتم الإبلاغ عن أي جرعة زائدة أو سمية. إنه أقل تفضيلا من هيدروكسوكوبالامين لعلاج نقص فيتامين بي12 لأنه يحتوي على توافر بيولوجي أقل. أظهرت بعض الدراسات أن له تأثير مضاد لارتفاع الضغط. فيتامين بي12 هو عنصر غذائي أساسي بمعنى أنه لا يمكن صنعه من قبل الجسم ولكنه مطلوب مدى الحياة.
تم تصنيع سيانوكوبالامين لأول مرة في الأربعينيات. سيانوكوبالامين متاح كدواء عام، وكدواء-بدون وصفة طبية.

## الاستخدام الطبي
عادة ما يوصف سيانوكوبالامين بعد الاستئصال الجراحي لجزء أو كل المعدة أو الأمعاء لضمان مستويات مصل كافية من فيتامين بي12. كما أنه يستخدم لعلاج نقص فيتامين بي12 (بسبب انخفاض تناول الطعام، عدم القدرة على الامتصاص بسبب عوامل وراثية أو عوامل أخرى)، فقر الدم الخبيث، التسمم الدرقي، النزيف، الأورام الخبيثة، أمراض الكبد، وأمراض الكلى. غالبا ما توصف حقن سيانوكوبالامين لمرضى تحويل مسار المعدة الذين تم تجاوز جزء من أمعائهم الدقيقة، مما يجعل من الصعب الحصول على فيتامين بي12 عن طريق الطعام أو الفيتامينات. يستخدم سيانوكوبالامين أيضا لإجراء اختبار شيلينغ للتحقق من القدرة على امتصاص فيتامين بي12.